# مسجد تقوى المحمدية
مسجد تقوى المحمدية هو واحد من أكبر المساجد في إندونيسيا، يقع في وسط مدينة بادانغ غرب سومطرة .

## البناء
تم بناء مدرجات المسجد في وسط باسار راية في مدينة بادانج وذلك في عام 1961، تم البناء في شكل البناء من طابقين والذي توج بقبة، لكن يوم يوم السادس من شهر يناير من عام 1975 عانى المسجد أضرار جسيمة بعد انهيار القبة، وفي عام 1977 أعيد بناء المسجد واكتمل في عام 1987، المسجد يقع ليس بعيدا عن مسجد جينتينغ الكبير ومسجد نور الإيمان، وكان وجودهما قد لعب دورا مهم في تاريخ مدينة بادانج، اليوم لا يستخدام المسجد فقط كمكان للعبادة ولكن تستخدم لأغراض أخرى مثل التعليم والاقتصاد .

## الإنشاء المبكر
تم بناء المسجد بمبادرة من عدد من الكوادر في مجال الدين، لذلك غالبا ما يشار إليهم في اسم المسجد، بدأ سباق إنشاء المسجد وتأسيسه من جماعة من جو والمناطق المحيطة بها في عام 1952، وعندما بلغ عددهم 25 عضوا ترأسهم حسن هيرباليس، توفر هذه المجموعة التعليم مرتين في الأسبوع في مسجد الإحسان، في عام 1957 نتيجة الاضطرابات في بانتنغ فان العديد من المباني المحلات التجارية في جميع أنحاء السوق قاومت هذا الاضطراب الا متجر واحد انهار ولم يعد يستخدم، حاولت المجموعة الاستئذان في السلطات المحلية لبناء دور العبادة في أرض المتجر، وبعد الحصول على إذن أقيم مسجد قياسه 9 متر في 12 متر، ثم في عام 1960 شكلت لجنة وتوصلت إلى الاتفاق على بناء مسجد أكبر، بدأت أعمال البناء في عام 1961 بعد أن تم توفيرت إمواد البناء، ويتكون المبنى الجديد من طابقين، استخدم الطابق الأول كمكان للعبادة  أما الطابق العلوي فاستخدم للتعليم.

## الانهيار وإعادة البناء
وقعت أحداث الصاخبة في يوم السادس من شهر يناير عام 1975، من نتائج هذه الأحداث أن القبة الكبيرة انهارت فجأة، وسحق المبنى المكون من طابقين، ما أدى لتضرر بعض المصلين الذين كانوا في الغرفة التي تقع أسفل القبة، قررت منظمة مختمار تحويل بناء المسجد الكبير إلى مشروع وطني، ودعي المسلمين من مناطق أخرى للمشاركة في إعادة بناء المسجد، وفي عام 1977 قررت لجنة التطوير بناء المسجد وأعطى اسم مسجد التقوى، وفي عام 1987 كان المسجد جاهز لاستخدامه كمكان للعبادة والتنمية الدينية.